# Església Catòlica Copta
L'Església Catòlica Copta o Església Copta Catòlica (copte: ϯⲉⲕⲕⲗⲏⲥⲓⲁ ⲛⲕⲁⲑⲟⲗⲓⲕⲏ ⲛⲕⲟⲡⲧⲓⲕⲏ; àrab: الكنيسة القبطية الكاثوليكية, al-Kanīsa al-Qubṭiyya al-Kāṯūlīkiyya) és una de les Esglésies Catòliques Orientals, dirigida pel patriarca catòlic copte d'Alexandria amb seu al Caire. És, de fet, una escissió de l'Església Ortodoxa Copta retornada a la comunió amb Roma. L'actual patriarca copte catòlic d'Alexandria és Ibrahim Isaac Sidrak, qui va reemplaçar a Antonios Naguib en 2013. La Catedral patriarcal Nostra Senyora d'Egipte és a Nasr City, un suburbi del Caire.

## Història

### Inicis
En el Concili de Florència, el 4 de febrer 1442, una delegació ortodoxa copta va signar el Cantate Domino, un document per a la unió formal amb l'Església Catòlica i el bisbe de Roma. Amb poc suport a Egipte, el document no va tenir cap efecte. A la dècada de 1600, van començar a arribar missioners, principalment franciscans, a Egipte. El 1630, es va fundar una missió al Caire de l'Orde caputxí. Els jesuïtes van arribar a 1675. En 1713, el patriarca copte d'Alexandria es va sotmetre a Roma una altra vegada, però igual que en 1442, la unió no va durar gaire temps.
En 1741, el bisbe copte Anba Atanasi de Jerusalem es va convertir al catolicisme. El 1781, va ser nomenat pel Papa Benet XIV com a Vicari Apostòlic dels menys de 2.000 catòlics coptes egipcis. Finalment, Atanasi va tornar a l'Església Ortodoxa Copta i altres van servir com a Vicari Apostòlic Catòlic.

### Patriarcat
El 1824, sota el supòsit que el virrei otomà volia un patriarca catòlic dels catòlics coptes, el Papa va establir el Patriarcat d'Alexandria en el Vicariat Apostòlic de Síria, Egipte, Aràbia i Xipre però era bàsicament titular. Els otomans, el 1829, va permetre als catòlics coptes construir les seves pròpies esglésies.
El nombre dels catòlics d'aquest ritu es va incrementar fins al punt que Lleó XIII el 1895 va restaurar el Patriarcat Catòlic. Inicialment va nomenar el bisbe Cyril Makarios com a Vicari del Patriarcat. Makarios va presidir després un sínode que va portar la introducció d'algunes pràctiques en Llatí. El 1899, el Papa Lleó XIII, va nomenar Makarios com a Patriarca d'Alexandria dels coptes i va prendre el nom de Ciril II. Va dimitir el 1908, a petició del Papa per una controvèrsia. El seient del patriarcat va quedar vacant.

### Separació i intents d'unió de les Esglésies catòlica i copta
L'origen de l'Església Copta és tradicionalment referit a Marc l'Evangelista. La separació de l'Església Copta indivisa d'Orient i d'Occident tingué lloc a causa de les disputes cristològiques, adoptant els coptes el monofisisme després del rebuig del Concili de Calcedònia del 451 pel patriarca Diòscor d'Alexandria. La línia de patriarques d'Alexandria oscil·là entre calcedonis i monofisites fins a la total separació de l'Església Copta no calcedònia pel patriarca Teodosi I el 535. Els coptes que acceptaren el Concili de Calcedònia amb el temps adoptaren el ritu bizantí i foren integrats en l'Església Melquita.
Després de la conquesta àrab musulmana d'Egipte hi hagué molts contactes entre els patriarques coptes i el Papa de Roma tot cercant restablir la unitat entre totes dues esglésies. Un primer intent d'unió es dugué a terme amb el Concili de Florència el 6 de juliol del 1439 després que la delegació ortodoxa grega signés la seva unió amb l'Església Catòlica. El Papa Eugeni IV envià al franciscà Alberto da Sarteano a informar al patriarca copte Joan d'Alexandria i a altres patriarques ortodoxos. Ell envià a Roma com a representant seu l'abat Andreu del monestir de Sant Antoni, qui el 4 de febrer del 1442 rebé i acceptà la butlla Cantate Domino, que és un document teològic d'unió signat pel Papa Eugeni IV. Tanmateix, no tingué cap efecte pràctic en ser rebutjada la butlla per la jerarquia copta. Un segon intent de restablir la plena comunió entre coptes i catòlics fou realitzat pel patriarca copte Joan XIV, qui a l'arribada dels dos llegats de roma reuní un concili copte a Memfis el 1582, però quan morí el 1585, les autoritats turques expulsaren els negociadors. El seu successor, el patriarca Gabriel VIII envià a Roma cinc representants que el 15 de gener del 1595 feren una professió de fe i obediència al Papa Climent VIII, després tornaren a Egipte i més endavant a Roma lliurant la ratificació de la jerarquia copta el 28 de juny del 1597. Això no obstant, la unió romangué inefectiva i tornà a trencar-se el 7 d'octubre del 1602. En totes aquestes unions els coptes acceptaren la doctrina catòlica, però després la rebutjaren de nou.

### Les missions franciscanes i jesuïtes
Tot de missioners catòlics estigueren actius a Egipte al segle xvii, sobretot franciscans de la Custòdia de Terra Santa, que s'establiren al Caire i a Alexandria. Els caputxins francesos establiren una missió al Caire el 1630 i feren de missioners per l'Alt Egipte per encàrrec de la Congregació de Propaganda Fide, mentre que els jesuïtes començaren la seva missió a Egipte el 1675. Durant aquest segle, hi hagué un intercanvi teològic fructífer entre les esglésies copta i romana. El 1687 la Congregació de Propaganda Fide establí una viceprefectura a l'Alt Egipte, denominant la missió in adjutorium coptorum, a càrrec de franciscans recol·lectes. Des del 1698 depengué de la Custòdia de Terra Santa i fou elevada a prefectura. Aquests esforços missioners aconseguiren formar una petita comunitat de coptes catòlics, principalment després del 1720.

### El vicariat apostòlic de ritus copte
El 9 d'agost del 1739 el bisbe copte Atanasi de Jerusalem, però resident al Caire com a vicari general del patriarca, es convertí al catolicisme fent una professió de fe secreta davant de dos sacerdots coptes catòlics educats a Roma des del 1736: Rafael Tuki i Just Maraghi. El 4 d'agost del 1741 el papa Benet XIV el nomenà vicari apostòlic de la petita comunitat de coptes d'Egipte (uns 2.000) convertits per l'esforç missioner, designant Maraghi com el seu assistent. Atanasi fou excomunicat pel patriarca, empresonat per les autoritats, i no se li permeté continuar vivint a Egipte, i hagué de tornar a l'obediència al patriarca copte. El 3 de juny del 1744 la Propaganda Fide nomenà Just Maraghi com el seu vicari general en aquest país.
Les autoritats otomanes no reconegueren la nova Església, i el patriarca copte continuà com cap civil i religiós de tots els cristians coptes. Després de la mort de Maraghi els prefectes de la missió dels franciscans reformats reberen autoritat sobre la missió copta. A Roma l'egipci Rafael Tuki fou consagrat bisbe titular i supervisà la impressió dels llibres litúrgics coptes: missal el 1746, salms el 1749, breviari el 1750, pontifical el 1761, ritual el 1763 i Theotokiæ el 1764.
El 1759 l'arquebisbe copte de Ghirgha, Antoni Fulaifil, es convertí al catolicisme, i el 1761 fou nomenat vicari apostòlic copte, essent el primer resident al Caire.
El 1824, a causa d'una impressió equivocada que el virrei otomà d'Egipte desitjava, la Santa Seu erigí el patriarcat per als catòlics coptes, que existí només nominalment, atès que les autoritats de l'Imperi Otomà no permeteren als catòlics coptes construir llurs propis temples fins al 1829. El Papa nomenà patriarca Mâxim Givaid, que fou patriarca des del 15 d'agost del 1824 fins al 30 d'agost del 1831, però la seu patriarcal no pogué ser ocupada i continuà la successió de vicaris apostòlics.

## Ordes religiosos
L'Església copta catòlica no té monestirs. En canvi, l'Església té congregacions religioses, com les tres comunitats de dones: les Germanes del Sagrat Cor, les Germanes coptes de Jesús i Maria (totes dues amb seu a Egipte) i de la província egípcia de les Germanetes de Jesús. Hi ha també una comunitat de franciscans masculins.

## Organització interna

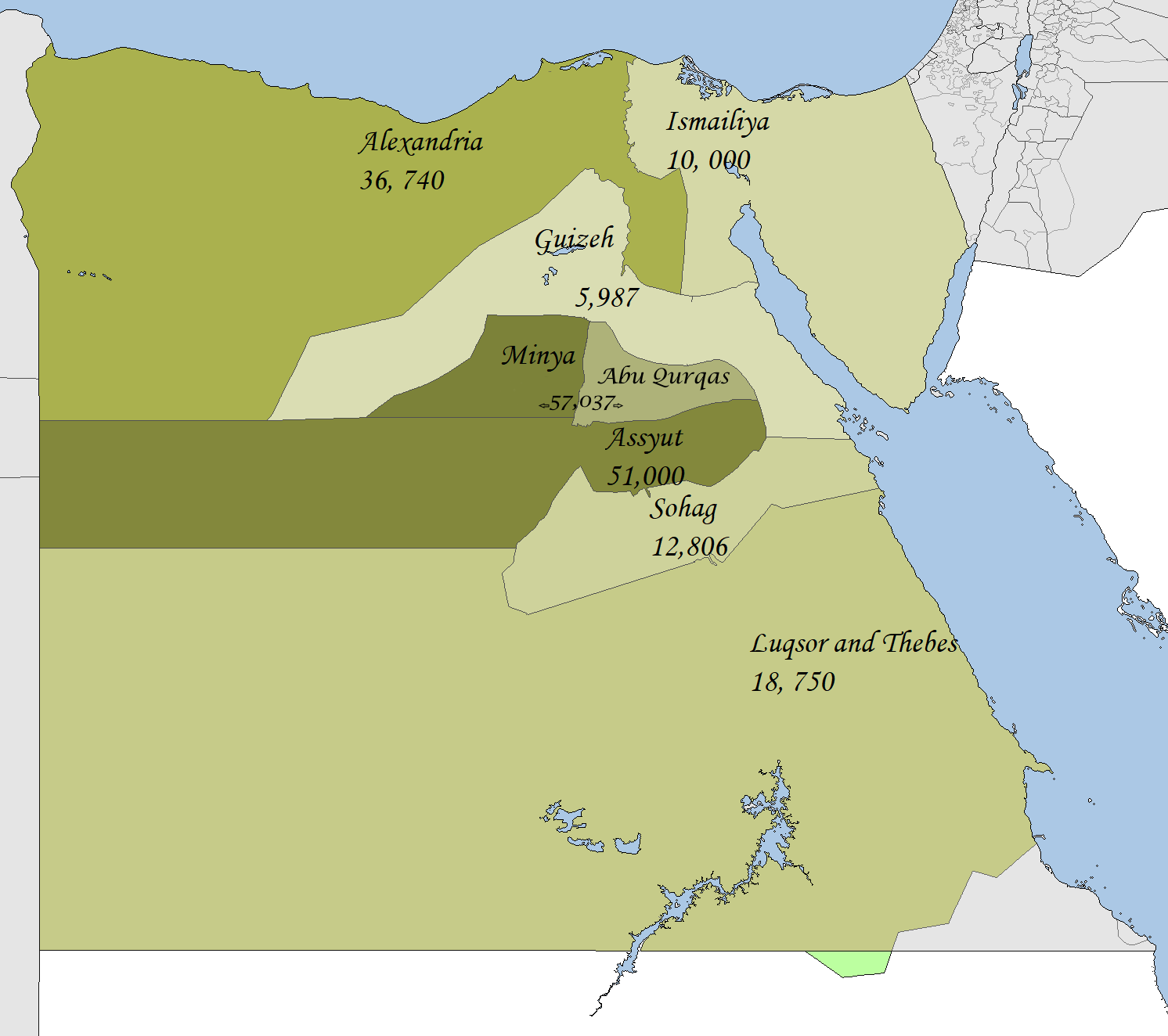
Mapa de les jurisdiccions de l'Església Catòlica Copta

Actualment està organitzada en set diòcesis:
- Eparquia del Caire i d'Alexandria (diòcesis patriarcal)
- Eparquia de Beni Suef
- Eparquia d'al-Minya
- Eparquia d'Asyut
- Eparquia de Sohag
- Eparquia de Luxor
- Eparquia d'Ismaïlia i de Port Saïd